# Ford Peak
Ford Peak är en bergstopp i Antarktis. Den ligger i Östantarktis. Nya Zeeland gör anspråk på området. Toppen på Ford Peak är 1 830 meter över havet.
Terrängen runt Ford Peak är huvudsakligen kuperad, men åt sydost är den platt. Ford Peak är den högsta punkten i trakten. Trakten är obefolkad. Det finns inga samhällen i närheten. 